# George Patterson
George Patterson (1887 – 1955) a Liverpool FC vezetőedzője volt 1928 és 1936 között. Menedzseri munkája előtt, majd haláláig titkár volt a klubnál, ahol több mint negyven évet töltött.